# Pterocles bicinctus
La ganga bicinta (Pterocles bicinctus)  es una especie de ave, de la familia Pteroclididae.

## Distribución
La encontramos al sur del continente africano. En los países inmediatos al norte de Sudáfrica. Su distribución se extiende desde Angola y Namibia en la costa del Atlántico, hasta Mozambique en la costa del Índico.

## Características
Las gangas son pequeñas, de cuello y cabeza parecidos a las palomas, pero de cuerpos robustos y compactos. Tienen alas largas y un vuelo rápido y directo. Poseen patas con plumas, y el género Syrrhaptes tiene plumas también en los dedos. Son de color castaño claro o verdoso con manchas.
Vuelan en bandadas a sus escondites al amanecer y al atardecer. Suelen poner dos a tres huevos directamente sobre la tierra.

## Taxonomía
Tradicionalmente se divide a las gangas en dos géneros. Dos especies de Asia central que son las Syrrhaptes, y el resto son Pterocles, pero estudios recientes ponen en duda esta división.
Entre ambos géneros suman un grupo de 16 especies del Viejo Mundo que viven en el campo abierto, planicies y semi-desiertos sin árboles.